# Union Bridge (miasto)
Union Bridge – miasto w Stanach Zjednoczonych, w stanie Maryland, w hrabstwie Carroll.